# Rainbow (sydkoreansk musikgrupp)
Rainbow (hangul: 레인보우) var en sydkoreansk tjejgrupp bildad 2009 av DSP Media som var aktiv till 2016.
Gruppen bestod av de sju medlemmarna Woori, Seungah, Jaekyung, Noeul, Yoonhye, Jisook och Hyunyoung.

## Medlemmar
| Födelsenamn    | Födelsenamn | Födelsedatum      |
| Romanisering   | Hangul      | Födelsedatum      |
| -------------- | ----------- | ----------------- |
| Go Woo-ri      | 고우리      | 22 februari 1988  |
| Oh Seung-ah    | 오승아      | 13 september 1988 |
| Kim Jae-kyung  | 김재경      | 24 december 1988  |
| No Eul         | 노을        | 10 maj 1989       |
| Jung Yoon-hye  | 정윤혜      | 14 april 1990     |
| Kim Ji-sook    | 김지숙      | 18 juli 1990      |
| Cho Hyun-young | 조현영      | 11 augusti 1991   |

## Diskografi

### Album
| Albuminformation                                                 | Topplacering          | Topplacering   |
| Albuminformation                                                 | Sydkorea (Gaon Chart) | Japan (Oricon) |
| Koreanska                                                        | Koreanska             | Koreanska      |
| ---------------------------------------------------------------- | --------------------- | -------------- |
| Gossip Girl (EP-skiva) - Släppt: 17 november 2009                | —                     | —              |
| So Girls (EP-skiva) - Nyutgåva: Sweet Dream (22 juni 2011)       | 3                     | —              |
| Rainbow Syndrome Part 1 (Studioalbum) - Släppt: 13 februari 2013 | 2                     | 164            |
| Rainbow Syndrome Part 2 (Studioalbum) - Släppt: 4 juni 2013      | 6                     | 234            |
| RB Blaxx (EP-skiva) - Släppt: 20 januari 2014                    | 3                     | —              |
| Innocent (EP-skiva) - Släppt: 23 februari 2015                   | 5                     | —              |
| Prism (EP-skiva) - Släppt: 15 februari 2016                      | 8                     | —              |
| Japanska                                                         |                       |                |
| Over the Rainbow (Studioalbum) - Släppt: 28 mars 2012            | —                     | 10             |

### Singlar
| År        | Titel                         | Topplacering          | Topplacering   |
| År        | Titel                         | Sydkorea (Gaon Chart) | Japan (Oricon) |
| Koreanska | Koreanska                     | Koreanska             | Koreanska      |
| --------- | ----------------------------- | --------------------- | -------------- |
| 2009      | "Gossip Girl"                 | 62                    | —              |
| 2010      | "Not Your Girl"               | 84                    | —              |
| 2010      | "A"                           | 9                     | —              |
| 2010      | "Mach"                        | 19                    | —              |
| 2011      | "To Me"                       | 5                     | —              |
| 2011      | "Sweet Dream"                 | 8                     | —              |
| 2012      | "Hoi Hoi" (som Rainbow Pixie) | 35                    | —              |
| 2013      | "Tell Me Tell Me"             | 14                    | —              |
| 2013      | "Sunshine"                    | 13                    | —              |
| 2014      | "Cha Cha" (som Rainbow Blaxx) | 20                    | —              |
| 2015      | "Black Swan"                  | 43                    | —              |
| 2016      | "Whoo"                        | 40                    | —              |
| Japanska  |                               |                       |                |
| 2011      | "A"                           | —                     | 3              |
| 2011      | "Mach"                        | —                     | 9              |
| 2012      | "Gonna Gonna Go!"             | —                     | 7              |